# Escoles de pintura italiana

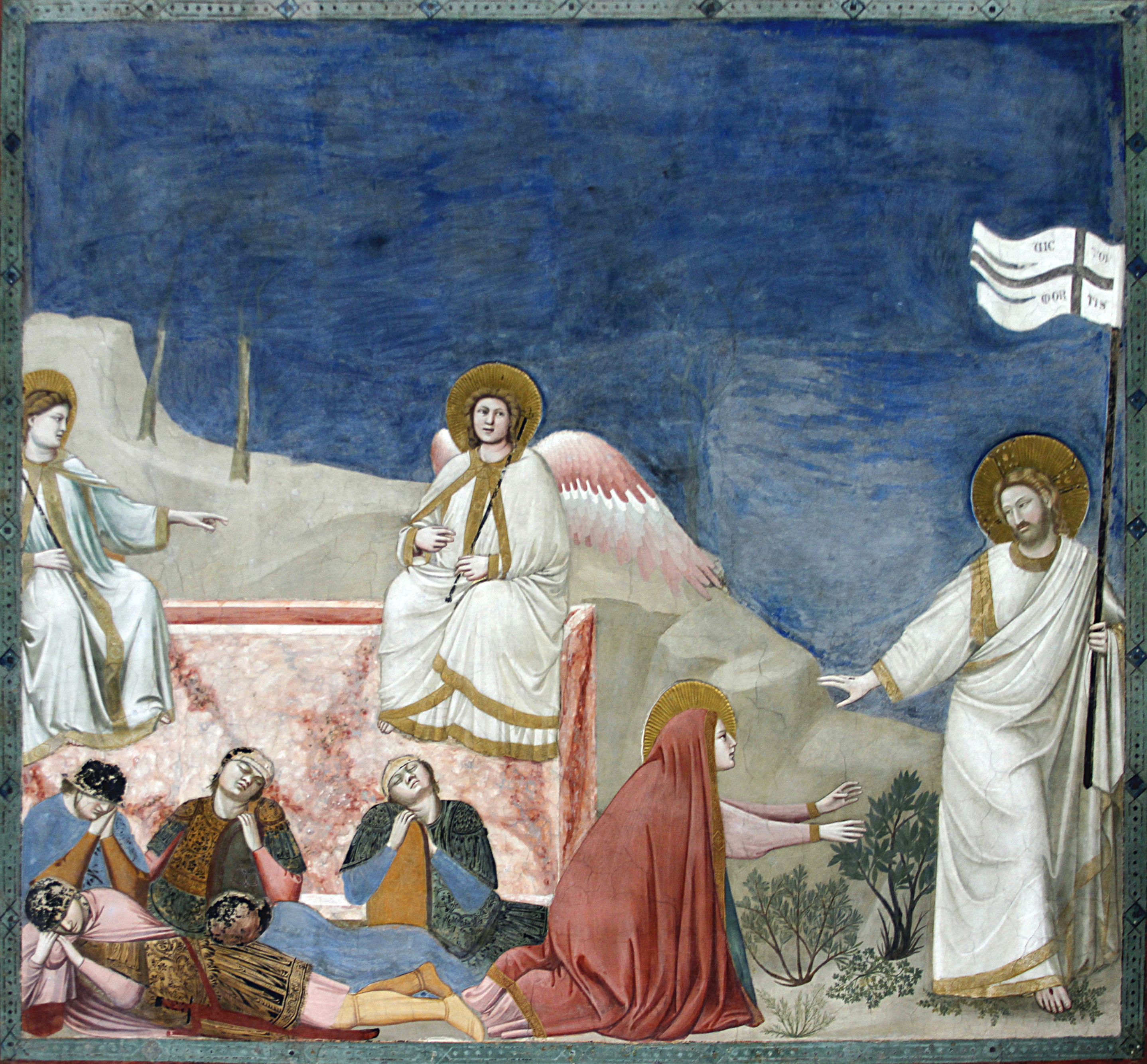
Giotto di Bondone, NOLI ME TANGERE (Crist resucitat i Maria Magdalena, (vers 1304). Capella de l'Arena (o dels Scrovegni). Pàdua. Pàdua

Les escoles italianes de pintura són les escoles artístiques que la historiografia ha definit entre els mestres de la pintura italiana, agrupant-los per les ciutats on van realitzar el seu aprenentatge, van establir els seus tallers i van transmetre al seu torn als seus deixebles les seves tècniques i estil, mantenint característiques recognoscibles al llarg de les generacions, que es percep com una personalitat local. No són moviments artístics en si mateixos, ja que aquests es van succeint els uns rere els altres (gòtic, renaixement, barroc, etc., així com els períodes en què cadascun es divideix) mentre que les escoles tenen major permanència en el temps. No obstant això, era habitual que els artistes passessin d'una ciutat a una altra, establint mútues influències. De vegades l'expressió s'utilitza en singular (escola italiana de pintura), especialment per oposar o comparar als mestres italians als d'altres nacionalitats (escola flamenca, per exemple). També és habitual utilitzar l'expressió primitius italians per referir-se als pintors de finals de l'Edat Mitjana (Gòtic italià, Duocento o segle xiii, Trecento o segle xiv) i el Primer Renaixement (Quattrocento o segle XV), encara que estrictament aquesta expressió es va encunyar per designar l'època de Giotto.

## Principals escoles italianes
Les principals escoles pictòriques italianes són:
- Escola toscana
  - Escola de Lucca i Pisa
  - Escola senesa
  - Escola florentina. L'escola sienesa i la florentina van ser rivals durant els segles xiii i xiv. A partir del segle xv es produeix el triomf d'aquesta última, caracteritzada pel predomini del dibuix (disegno).
- Escola romana. Molt sovint s'utilitza l'expressió escola florentino-romana (especialment des de finals del segle XV)
- Escola veneciana, caracteritzada pel domini del color. Encara que pot remuntar-se al segle xiv, és el principal focus alternatiu al florentino-romà duranat l'Alt Renaixement (finals del XV i començaments del XVI) i continuarà la seva importància fins al segle xviii.
- Escola llombarda, escola de Llombardia o escola septentrional. La falta de característiques comunes que unifiquen a altres escoles, fa que s'estableixin amb trets més marcats escoles locals en cada ciutat:[2]
  - Escola milanesa o escola de Milà[3]
  - Escola *genovesa o escola de Gènova)[4]
  - Escola piemontesa o escola del Piemont (Torí)[5]
  - Escola bolonyesa o escola de Bolonya, des de la fi del XVI i sobretot en el XVII, promouen la tendència classicista dins del barroc italià (acadèmia bolonyesa dels Incamminati i la família de pintors Carracci).
  - Escola de Cremona o escola cremonense
  - Escola de Mòdena[6]
  - Escola de Ferrara, vinculada a la casa d'Este fins a 1597.
  - Escola de Parma o escola parmenesa, iniciada cap a 1462, té el seu apogeu amb Correggio i els seus deixebles, entrant en decadència en el XVII.
- Escola de Pàdua o escola padana
- Escola veronesa o escola de Verona
- Escola de Màntua o escola mantovana
- Escola de Forli (de Forli o d'Emília-Romanya)
- Escola d'Ombria o escola umbra
- Escola napolitana o escola de Nàpols (en la qual s'agrupen també els tallers de Campània, Puglia, Calàbria i altres del Regne de Nàpols)
- Escola de Rímini, pintors que van rebre la influència directa de Giotto durant la seva estada a la ciutat de Rímini (abans de 1309, possiblement en 1303) i es dissol en 1350.

Algunes s'agrupen en el conjunt denominat escoles giottescas (per Giotto, el pintor del Trecento): les de Rímini, Ombria, Forli, Romana, Napolitana i Llombarda o septentrional.